# Manuel Marcondes de Oliveira Melo
Manuel Marcondes de Oliveira e Melo, primeiro barão de Pindamonhangaba, (Pindamonhangaba, 1780 – Pindamonhangaba, 6 de agosto de 1863), foi um militar brasileiro, tendo tomado parte da comitiva que acompanhava D. Pedro I do Brasil quando do Grito do Ipiranga como comandante do I Esquadrão da Guarda de Honra.
Filho do capitão-mor Inácio Marcondes do Amaral e de Ana Joaquina de Oliveira. Casou-se em primeiras núpcias com Maria Justina do Bom-sucesso, filha de Custódio Gomes Varela Lessa, barão de Paraibuna, e em segundas com a viúva Maria Angélica Marcondes.
Recebeu o grau de comendador das imperiais ordens de Cristo e da Rosa, além do de oficial da do Cruzeiro. Foi o primeiro fazendeiro do Vale do Paraíba a receber um título nobiliárquico, pleiteando já na década de 1820 o título de Barão de Mombaça, em honra a sua fazenda em Pindamonhangaba. 